# Emil Otto Grundmann
Pour les articles homonymes, voir Grundmann.
Emil Otto Grundmann, né 4 octobre 1844 à Meissen et mort le 27 août 1890 à Dresde, est un peintre saxon.

## Biographie

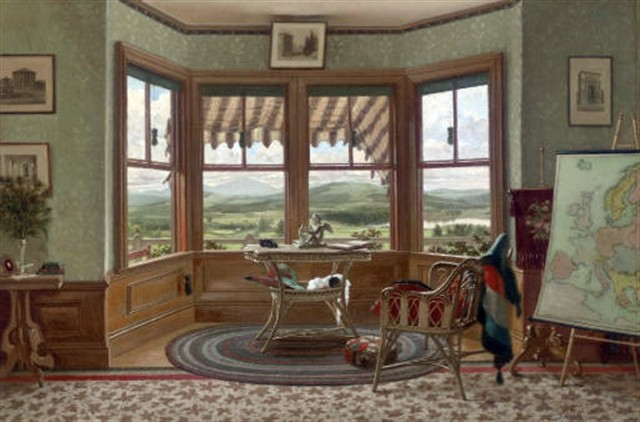
Intérieur à la montagne

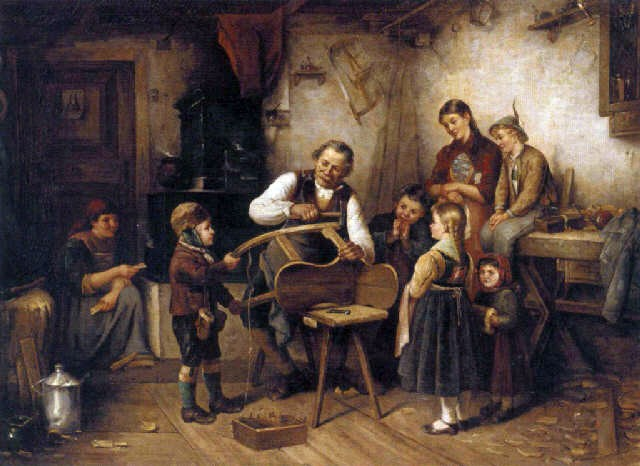
Le fabricant de traîneau

Emil Otto Grundmann naît le 4 octobre 1844 à Meissen. Il est élève à Anvers du baron Henri Leys, et à Düsseldorf avant de s'installer en Amérique où il devient un peintre renommé. Il est le premier directeur de l'école du Musée des Beaux-Arts de Boston, une nomination à laquelle Francis Davis Millet, un vieil ami anversois, joue un rôle déterminant. L'un de ses collègues au Musée est Joseph DeCamp.
De nombreux artistes américains notables assistent à ses cours et sont influencés par ses idées européennes. Edmund C. Tarbell, Edwin Clark Potter (en), Robert Lewis Reid, Ernest Fenollosa, Frank Weston Benson, Charles Harold Davis et Charles Henry Turner (en) deviennent des étudiants de premier plan.
Il meurt le 27 août 1890 à Dresde.